# 羅賓遜冰川
羅賓遜冰川（英語：Robinson Glacier）是南極洲的冰川，位於威爾克斯地，處於梅里特島和里斯特岩之間，在1955年根據美國海軍拍攝的空中照片繪入地圖，現時由南極條約體系管理。